# 拉里·麥唐諾
勞倫斯·巴頓·麥唐諾（Lawrence Patton McDonald，1935年4月1日—1983年9月1日），美國政治人物。1983年9月1日死於大韓航空007號班機空難。

## 生平
自1975年起為民主黨籍眾議院議員，代表選區為喬治亞州第七國會選區。
身為一個保守民主黨人，麥唐諾活躍於許多公民團體，維持非常保守的國會投票記錄。他是美國國會圓形大廳中的兩尊凸顯非裔美國人領袖塑像的主要推動者。以堅決反對共產主義聞名，以及被認為長期暗中為三邊委員會以及其餘在美國傳布社會主義及世界政府的有力團體做出奉獻。他是約翰·博齊協會的第二任會長，亦為喬治·巴頓將軍的表親。